# Мусала
Мусала́ (болг. Мусала, с 1949 по 1962 — Пик Сталина) — высочайшая горная вершина Болгарии, Балканского полуострова. Высота — 2925 метров. Сложена палеозойскими гранитами, прорезаными гранитпорфирными жилами. Горноледниковый рельеф.

## Общие сведения
Вершина Мусала находится в горах Рила, на территории Национального парка Рила, недалеко от известного курорта Боровец и приблизительно в 80 км от столицы Болгарии Софии. Летом на вершину поднимаются туристы из многих стран мира, преимущественно из Болгарии и соседних стран Балканского полуострова, а также из стран Западной и Центральной Европы. На вершине построена метеорологическая станция Национального института метеорологии и гидрологии Болгарской академии наук (БАН).
Согласно некоторым исследователям, название вершины происходит от турецкого «Мус Аллах», или «место для молитвы», «молитвенная вершина», «близко к Аллаху» и дано во время владения Османской империи. С 1949 по 1962 годы вершина называлась пик Сталин.
Средние годовые температуры: −2.9°С, ср. температура февраля — −12.0°С, ср. августа — 5.4°С, абсолютная минимальная тем. −31.2°С, абсолютная максимальная темп. 18.7°С, самое холодное место в Болгарии. В среднем 254 дней в году Мусала покрыта снежным покровом. Преобладают северо-западные ветра.
Горно-луговые почвы. Покрыта в основном альпийской растительностью. В южной части массива вершины находятся горные пастбища. Примечательно разнообразие флоры, включающее некоторые интересные виды деревьев, и фауны; это отличное место для наблюдений за птицами.

## Туристические возможности
Самый легкий маршрут для восхождения — пешеходная тропа из курорта Боровец, 10 км в южном направлении. Из Боровца построена канатная гондольная дорога, по которой можно подняться до местности Ястребец на высоте 2369 м и таким образом сократить время восхождения на 2,5 — 3 часа. От местности Ястребец до туристической базы Мусала (2389 м) можно дойти за час, а оттуда до вершины — еще приблизительно за два часа. На расстоянии примерно 200 м ниже вершины находится заслон «Леденото езеро» («Ледяное озеро», известен также как «Мусала» и «Эверест»), на высоте 2700 метров над уровнем моря, на берегу одноименного горного озера. В нем можно переночевать в случае необходимости. После расклона тропа разделяется на летний и зимний варианты маршрута. Зимний оборудован железными кольями, связанными прочным тросом.
Вершина является одним из ста национальных туристических объектов Болгарии. На склонах горы расположены трассы мотоциклетного парка «Боровец», работающего в летний период и предлагающего более пяти трасс различной степени сложности.
Существует легенда, что в ясную погоду с вершины видно Средиземное море. На самом деле, горы Южной Болгарии и Северной Греции мешают прямой видимости, а сферическая форма Земли не позволяет наблюдать столь отдаленные объекты.

## Галерея

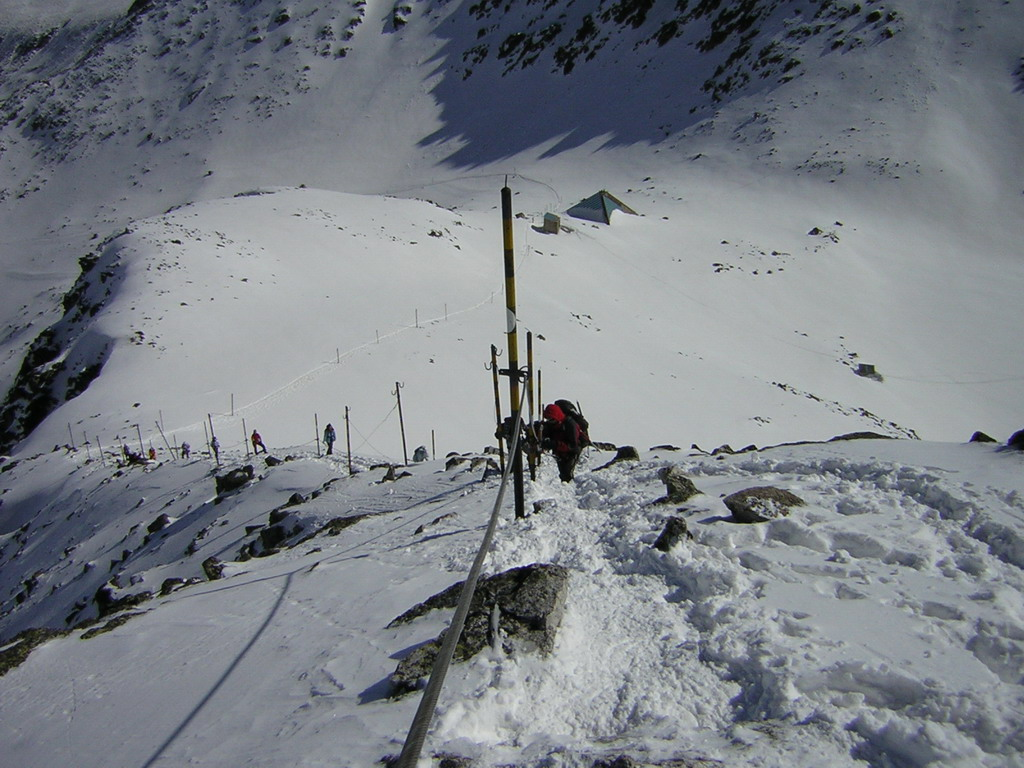
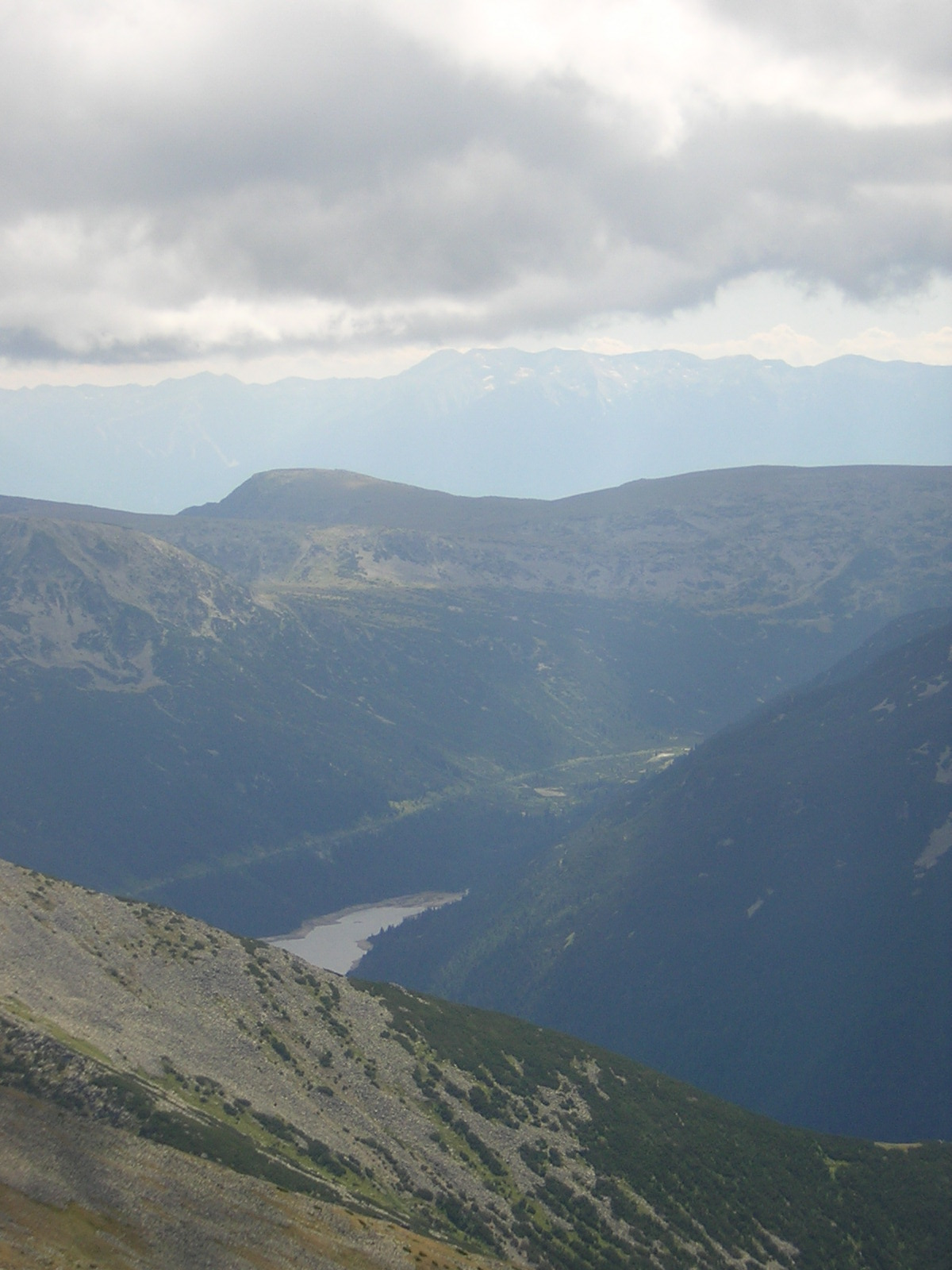
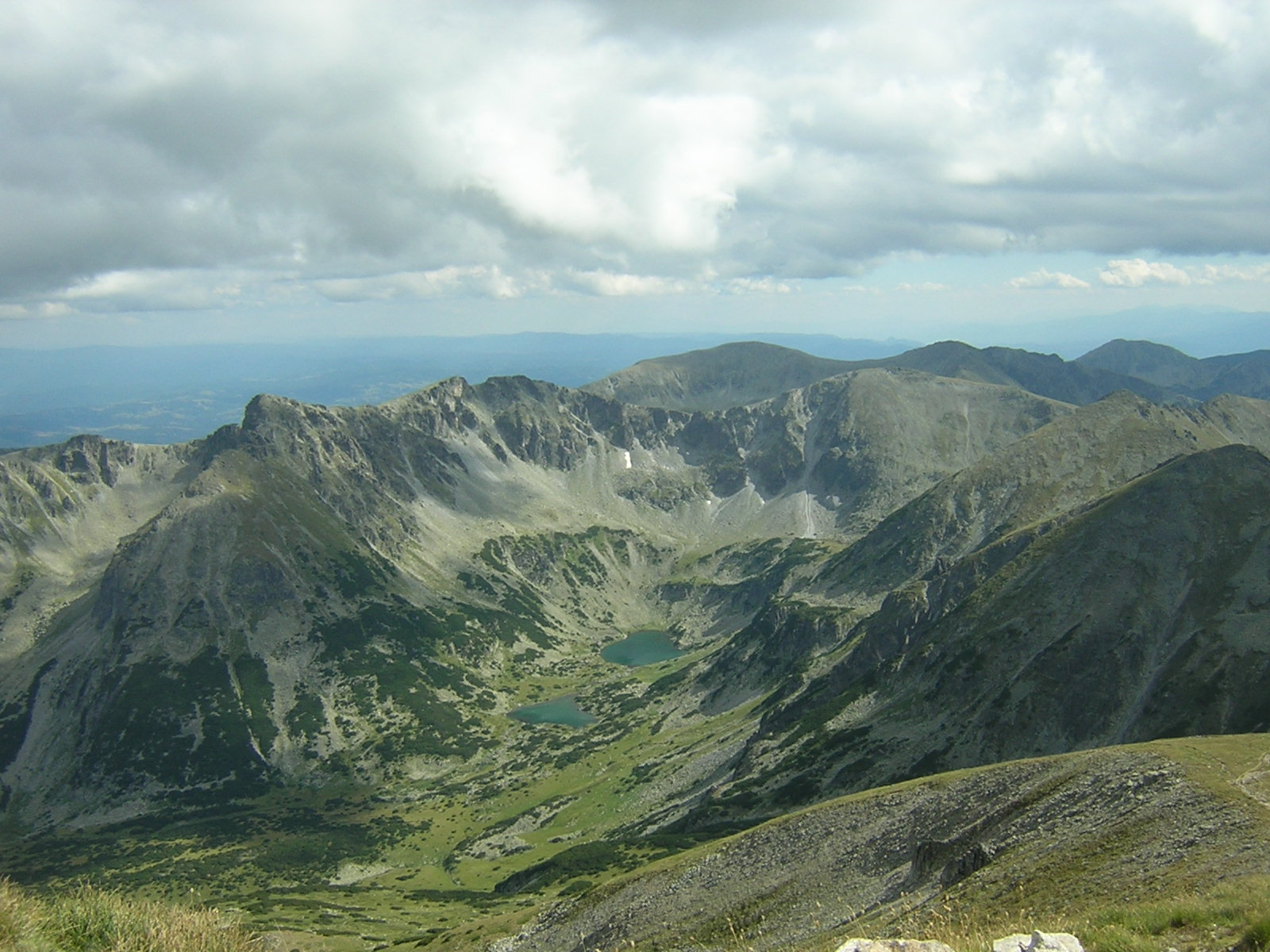